# Ҳ
Ҳ, ҳ (cursiva Ҳ, ҳ) es una letra del alfabeto cirílico, que se usa en lenguas no eslavas. Representa varios sonidos faríngeos, uvulares y glotales. Su forma viene de la Х.

## Utilización y valor en elAFI
- Abjasio (45.ª letra): Fricativa faríngea sorda /ħ/
- Itelmen (36.ª letra): Fricativa uvular sorda /χ/
- Karakalpako (31.ª letra):  Fricativa glotal sorda /h/
- Tayiko[2] (27.ª letra): Fricativa glotal sorda /h/
- Uzbeko (35.ª y última letra, obsoleta): Fricativa glotal sorda /h/